# Arigis Ier de Bénévent
Arigis Ier de Bénévent est un duc lombard de Bénévent, neveu et successeur du duc Zotton il est duc de 591 à 641.

## Biographie
Selon Paul Diacre dans son Histoire des Lombards, Arigis est originaire du Frioul il avait été élevé avec le fils du duc Gisulf II du Frioul avec qui il était apparenté.
Après la mort du duc Zotton, Arigis reçoit l'investiture d'Agilulf, roi des Lombards. Il lance des raids dans le Sud jusqu'en Calabre, faisant notamment la conquête de Crotone sur les Byzantins en 596 il entretient également des relations a priori  pacifique avec le Pape Grégoire Ier qui le nomme « notre fils véritable » dans une longue lettre lui réclamant des pièces de bois pour consolider « l'église des saints Pierre et Paul  », selon le texte rapporté par Paul Diacre. 
Arigis accueille également à Bénévent; Rodoald et Grimoald les deux fils cadet de Gisulf de Frioul qui refusaient  de rester sous l'autorité de leur oncle Gradolf désigné  comme duc par les Lombards après la mort de leurs aînés Taso et Kako, tués par le Patrice Gregorius. Arigis règne sur Bénévent pendant 50 ans selon le « Chronicon Salernitanum », jusqu'à sa mort en 641. Son fils Aiulf Ier de Bénévent lui succède.

## Sources
- Gianluigi Barni La conquête de l'Italie par les Lombards VIe siècle les événements. Le Mémorial des Siècles Editions Albin Michel Paris (1975)  (ISBN 2226000712)
- Paul Diacre,  Histoire des Lombards, vers 784/99